# Lathyrus parvifolius
Lathyrus parvifolius är en ärtväxtart som beskrevs av Sereno Watson. Lathyrus parvifolius ingår i släktet vialer, och familjen ärtväxter. Inga underarter finns listade i Catalogue of Life.